# Sandy Row

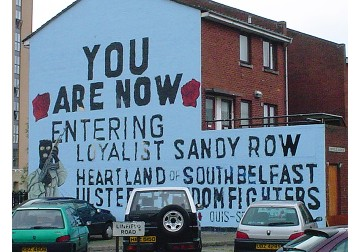
En tidigare väggmålning i Sandy Row, nu borttagen.

Sandy Row är en gata i Belfast i Nordirland. Den är belägen i stadens centrum och är mestadels en affärsgata, medan bostadshusen mest ligger på tvärgator. De boende i området runt Sandy Row är till övervägande del protestantisk arbetarklass. Vägen var även en viktig plats under The Troubles i Nordirland. Sandy Row är en populär turistattraktion för dem som vill se väggmålningarna och det som hänt under The Troubles. Det närliggande Hotell Europa blev bombat 33 gånger av Provisional IRA mellan 1972 och 1994. Det var känt som de mest bombade hotellet i Europa. Det närliggande Grand Opera House blev också bombat ett flertal gånger.